# Copiocerina
Copiocerina is een geslacht van rechtvleugeligen uit de familie veldsprinkhanen (Acrididae). De wetenschappelijke naam van dit geslacht is voor het eerst geldig gepubliceerd in 1978 door Descamps.

## Soorten
Het geslacht Copiocerina  is monotypisch en omvat slechts de volgende soort:
- Copiocerina formosa (Bruner, 1922)